# Jutassy Ödön
Jutassy Ödön, névváltozata: Jutassi, 1886-ig Tandler (Pápa, 1870. január 29. – Budapest, Terézváros, 1945. április 16.) újságíró, lapszerkesztő, Jutassy József bőrgyógyász öccse.

## Élete
Tandler Sámuel és Wellner Fanni fia. Apja Damjanich János seregében harcolt az 1848–49-es forradalom és szabadságharcban, majd külföldre menekült. 1863-ban tért vissza Magyarországra és húsz évig vendéglősként dolgozott a veszprémi vasútállomáson.
Középiskolai tanulmányait a Veszprémi Katolikus Főgimnáziumban végezte, majd a Budapesti Kereskedelmi Akadémián tanult. Jogi tanulmányokat a Budapesti Tudományegyetemen és Bécsben folytatott, ahol leszolgálta önkéntesi évét. 1894-ig több napilap közgazdasági rovatának munkatársa volt. 1893 májusában megindította a Molnárok Lapját, s a lap megszűnéséig főszerkesztője és tulajdonosa maradt. Titkára volt a Magyar Szakírók Egyesületének, s ügyvezető elnöke a Magyar Szaklapok Országos Egyesületének. Évtizedekig az Országos Molnárszövetség, s az abból alakult Országos Malomszövetség ügyvezető elnöke volt, 1936-ban bekövetkezett lemondásáig.
1903-ban Lipinszky Lipóttal nyomdát alapított. 1920-ban kikeresztelkedett a római katolikus vallásra. A kormányzótól 1935-ben megkapta a magyar királyi kormányfőtanácsosi címet. Három évvel később az első zsidótörvény alapján megvonták lapengedélyét.
A Fiumei úti sírkertben nyugszik.

## Családja
Felesége Heimann Olga (1879–1960) volt, Heimann Lipót és Feszler Minna lánya, akit 1899. március 6-án Budapesten, a Józsefvárosban vett nőül.
Gyermekei:
- Jutassy Ödön Sándor (1912–?).
- Jutassy Zsuzsanna Minerva (1914–1975). Férje Brüll István (1905–1944) ügyvéd, a holokauszt áldozata.